# Omnibus (serie televisiva)
Omnibus è una serie televisiva statunitense trasmessa nel corso di 8 stagioni dal 1952 al 1961.
È una serie di tipo antologico in cui ogni episodio rappresenta una storia a sé. Creata dalla Ford Foundation, aveva il fine di aumentare il livello di istruzione del pubblico americano. Lo spettacolo veniva trasmesso in diretta, nel primo pomeriggio della domenica, dal 9 novembre 1952 al 1961. Il programma presenta opere originali di autori come William Saroyan, interviste a personaggi pubblici, come l'architetto Frank Lloyd Wright, e le esibizioni di molti importanti artisti del cinema e della televisione, come Jack Benny e Orson Welles. Una versione molto ridotta del Re Lear di Shakespeare, interpretata da Orson Welles per la regia di Peter Brook, fu trasmessa il 18 ottobre 1953 sulla CBS.

## Interpreti
La serie vede la partecipazione di numerose star cinematografiche e televisive.
- Leonard Bernstein (12 episodi, 1954-1961)
- Helen Hayes (7 episodi, 1952-1958)
- Royal Dano (5 episodi, 1952-1953)
- Crahan Denton (5 episodi, 1952-1953)
- Joanne Woodward (5 episodi, 1952-1953)
- Bert Lahr (5 episodi, 1953-1958)
- Agnes de Mille (4 episodi, 1952-1957)
- Alastair Cooke (3 episodi, 1952-1957)
- Laurel Hurley (3 episodi, 1958-1961)
- Mercer McLeod (3 episodi, 1952-1960)
- John Kriza (3 episodi, 1952-1957)
- Joseph Schildkraut (3 episodi, 1953)
- Diana Adams (3 episodi, 1956-1961)
- Peter Ustinov (3 episodi, 1957-1958)
- Paul Franke (2 episodi, 1953-1958)
- Beatrice Straight (2 episodi, 1953-1954)
- Alan Badel (2 episodi, 1953)
- Chris Gampel (2 episodi, 1953-1960)
- Jenny Workman (2 episodi, 1952-1956)
- Ruth Ann Koesun (2 episodi, 1953-1957)
- Burgess Meredith (2 episodi, 1953-1956)
- Hume Cronyn (2 episodi, 1953-1955)
- Sal Mineo (2 episodi, 1953-1955)
- Jessica Tandy (2 episodi, 1953-1955)
- Rex Thompson (2 episodi, 1953-1955)
- Martin Gabel (2 episodi, 1953)
- James Mason (2 episodi, 1953)
- Walter Slezak (2 episodi, 1953)
- Randy Stuart
- Esther Williams (2 episodi, 1955-1958)
- Robert Goodier (2 episodi, 1955-1957)
- Gloria Lane (2 episodi, 1955-1957)
- Joan Diener
- James Mitchell (2 episodi, 1956)
- Lilia Skala (2 episodi, 1956)
- Kenneth Haigh (2 episodi, 1957-1958)
- Christopher Plummer (2 episodi, 1957-1958)
- William Shatner (2 episodi, 1957)
- Edward Villella (2 episodi, 1958-1961)
- Nicholas Magallanes (1 episodi, 1961)[2]

## Produzione
La serie fu prodotta da Robert Saudek, Fred Rickey e William Spier per la Ford Foundation. Le musiche furono composte da Aaron Copland e Wladimir Selinsky.

## Episodi
| Stagione         | Episodi | Prima TV USA | Prima TV Italia |
| ---------------- | ------- | ------------ | --------------- |
| Prima stagione   | 26      | 1952-1953    |                 |
| Seconda stagione | 26      | 1953-1954    |                 |
| Terza stagione   | 26      | 1954-1955    |                 |
| Quarta stagione  | 24      | 1955-1956    |                 |
| Quinta stagione  | 26      | 1956-1957    |                 |
| Sesta stagione   | 30      | 1957-1958    |                 |
| Settima stagione | 15      | 1958-1959    |                 |
| Ottava stagione  | 6       | 1960-1961    |                 |

### Registi
Tra i registi sono accreditati:
- Andrew McCullough in 5 episodi (1952-1956)
- Norman Lloyd in 5 episodi (1952-1953)
- Charles S. Dubin in 4 episodi (1955-1957)
- Delbert Mann in 3 episodi (1956-1957)
- Richard Leacock in 2 episodi (1954-1957)
- Harry Horner in 2 episodi (1954)
- Seymour Robbie in 2 episodi (1955-1958)

### Sceneggiatori
Tra gli sceneggiatori e autori delle opere da cui sono stati tratti i soggetti sono accreditati:
- Leonard Bernstein in 6 episodi (1954-1958)
- James Agee in 5 episodi (1952-1953)
- William Saroyan in 5 episodi (1953-1956)
- Robert Tallman in 4 episodi (1952-1953)
- George Bernard Shaw in 4 episodi (1953-1956)
- James Lee in 4 episodi (1957-1960)
- Arnold Schulman in 3 episodi (1953-1954)
- Ernest Hemingway in 2 episodi (1953)
- Gore Vidal in 2 episodi (1954-1955)
- John Steinbeck in 2 episodi (1954)
- Andy Lewis in 2 episodi (1956)

## Distribuzione
La serie fu trasmessa negli Stati Uniti dal 9 novembre 1952 al 16 aprile 1961 sulle reti televisive CBS (1952-1956), ABC (1956-1957) e NBC (1957-1961).